# St. Florian und Wolfgang (Kirchberg)

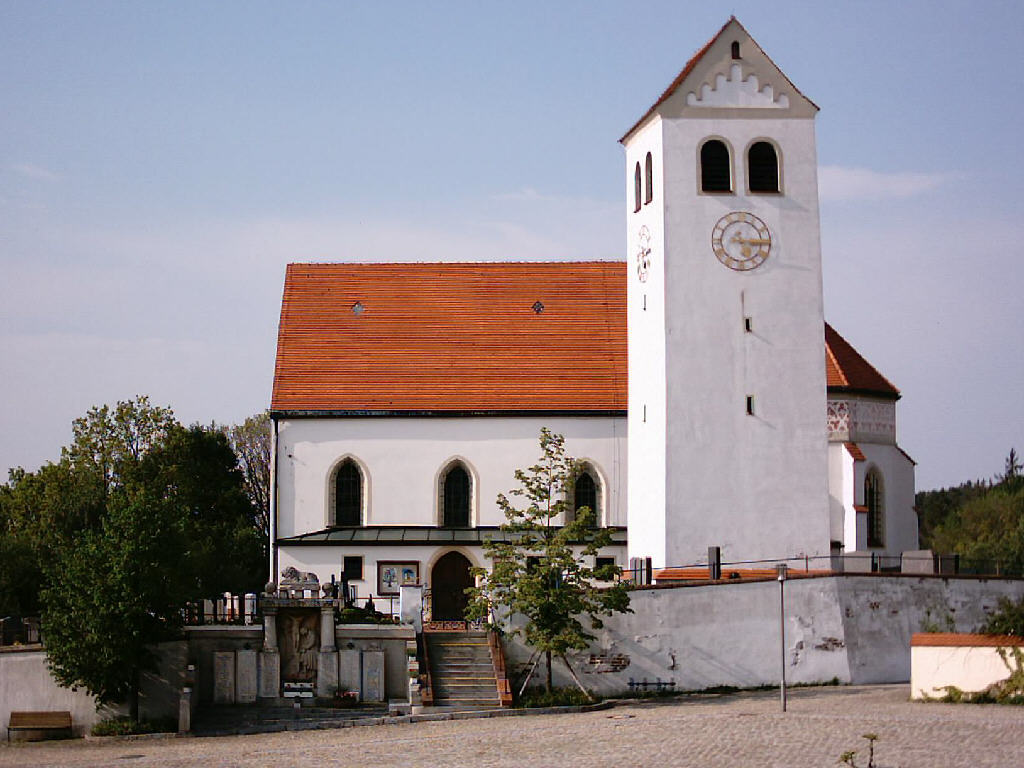
Außenansicht der Pfarrkirche St. Florian und Wolfgang von Süden

Die römisch-katholische Pfarrkirche St. Florian und Wolfgang in Kirchberg, dem Hauptort der Gemeinde Kröning im niederbayerischen Landkreis Landshut, ist eine denkmalgeschützte, im Wesentlichen spätgotische Kirche aus der zweiten Hälfte des 15. Jahrhunderts. Die Pfarrei Kirchberg bildet heute eine Pfarreiengemeinschaft mit den Nachbargemeinden Maria Immaculata in Dietelskirchen und St. Michael in Reichlkofen.

## Umgebung

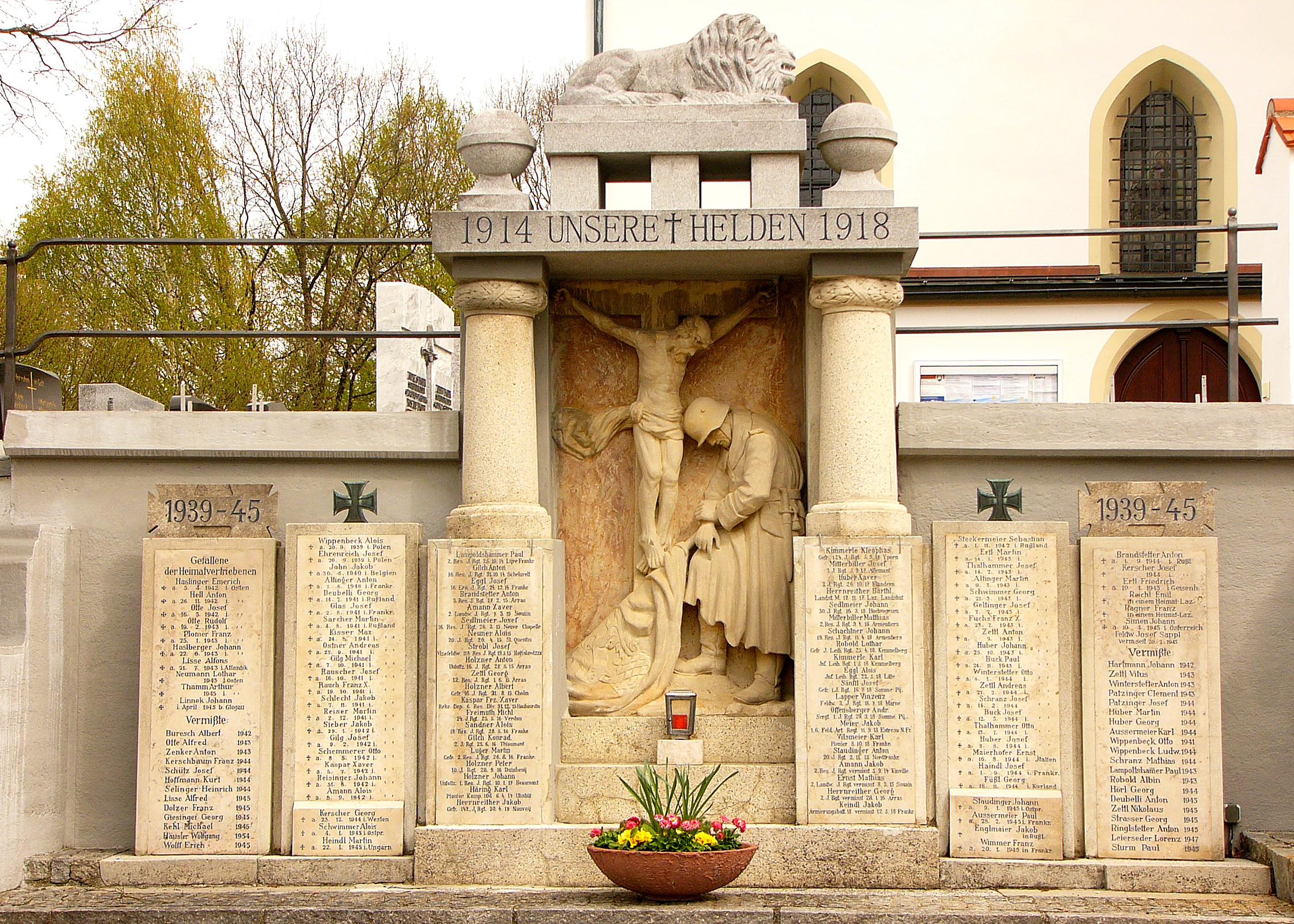
Kriegerdenkmal

Die Pfarrkirche St. Florian und Wolfgang ist von einem Friedhof umgeben. Dieser wiederum ist von einer Mauer eingeschlossen, die zum Teil mehrere Meter hoch aus dem Gelände emporragt. In jüngerer Zeit wurde die Begräbnisstätte außerhalb der Einfriedung in Richtung Nordosten erweitert. Auf dem großzügigen Kirchenvorplatz (außerhalb des Friedhofs) befinden sich ein aus Vollziegeln gemauerter Brunnen mit einer Bronzestatue des Kirchenpatrons Wolfgang von Regensburg (Gedenktag: 31. Oktober) und – neben dem Treppenaufgang zum Friedhof – ein Kriegerdenkmal zur Erinnerung an die gefallenen Soldaten der beiden Weltkriege. Der säulengestützte Torbau enthält in einer massiv ausgebauten Nische ein Steinrelief, das einen trauernden Soldaten am Fuße des Kreuzes Christi zeigt. Er wird von mehreren Gedenktafeln flankiert.

## Geschichte
Die Ursprünge der Siedlung Kirchberg liegen wohl sehr früh; sie sollen bis in das 8. Jahrhundert nach Christus zurückgehen. Der romanische Vorgängerbau der jetzigen Kirche stammt wohl aus dem 12. Jahrhundert. Von ihm ist bis heute der von einem Satteldach bekrönte Turm erhalten. Der erste Pfarrer, ein gewisser Chunradus decanus, wird 1210 urkundlich erwähnt.
Der heutige Kirchenbau entstand in der zweiten Hälfte des 15. Jahrhunderts, wohl um 1470. Das südliche Seitenschiff wurde erst später hinzugefügt.
Der bekannte Heimatforscher Bartholomäus Spirkner war von 1908 bis 1919 Pfarrer in Kirchberg. Nach ihm ist heute die an der Kirche vorbeiführende Straße benannt.

## Architektur

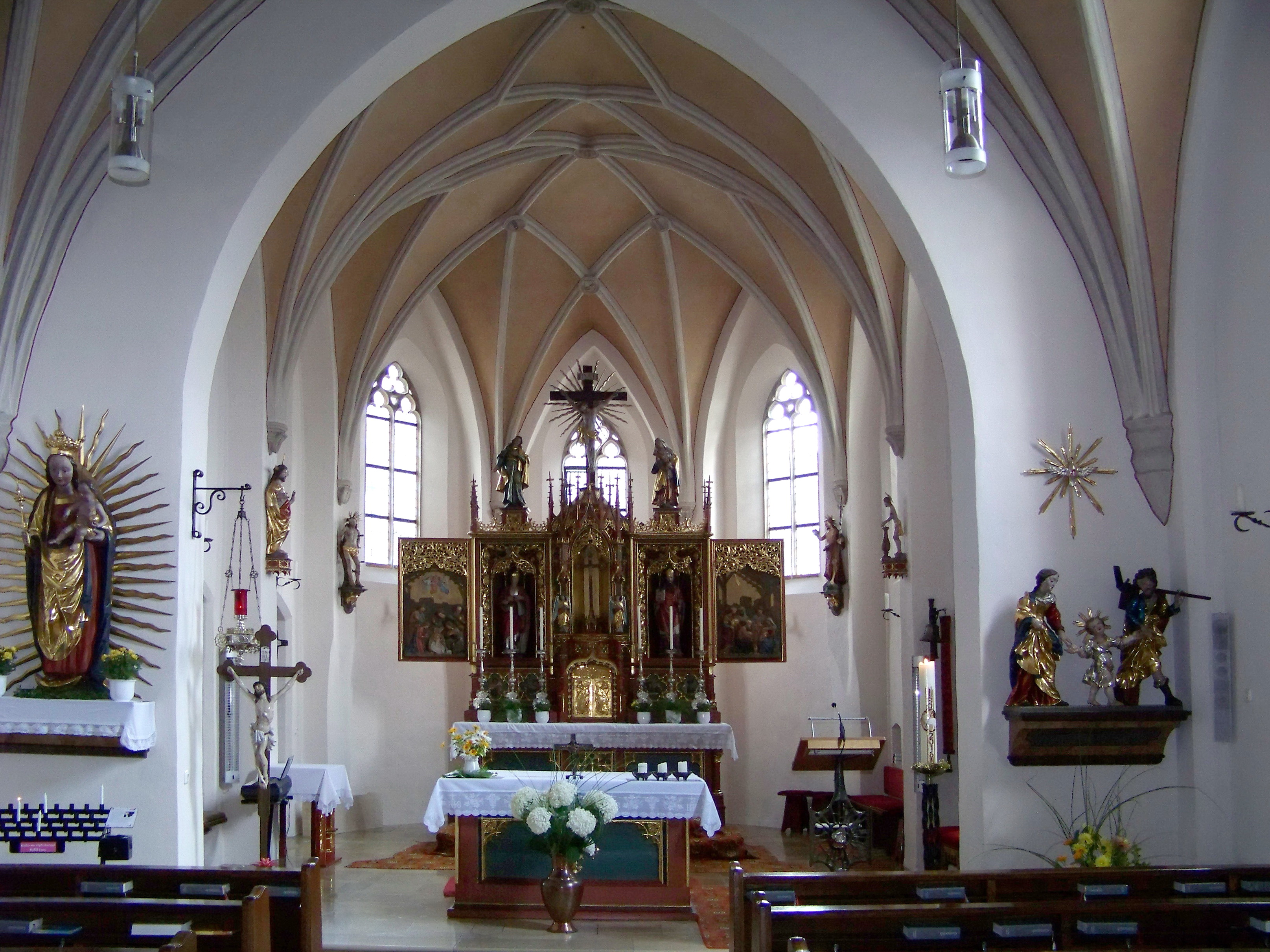
Innenansicht gegen Osten

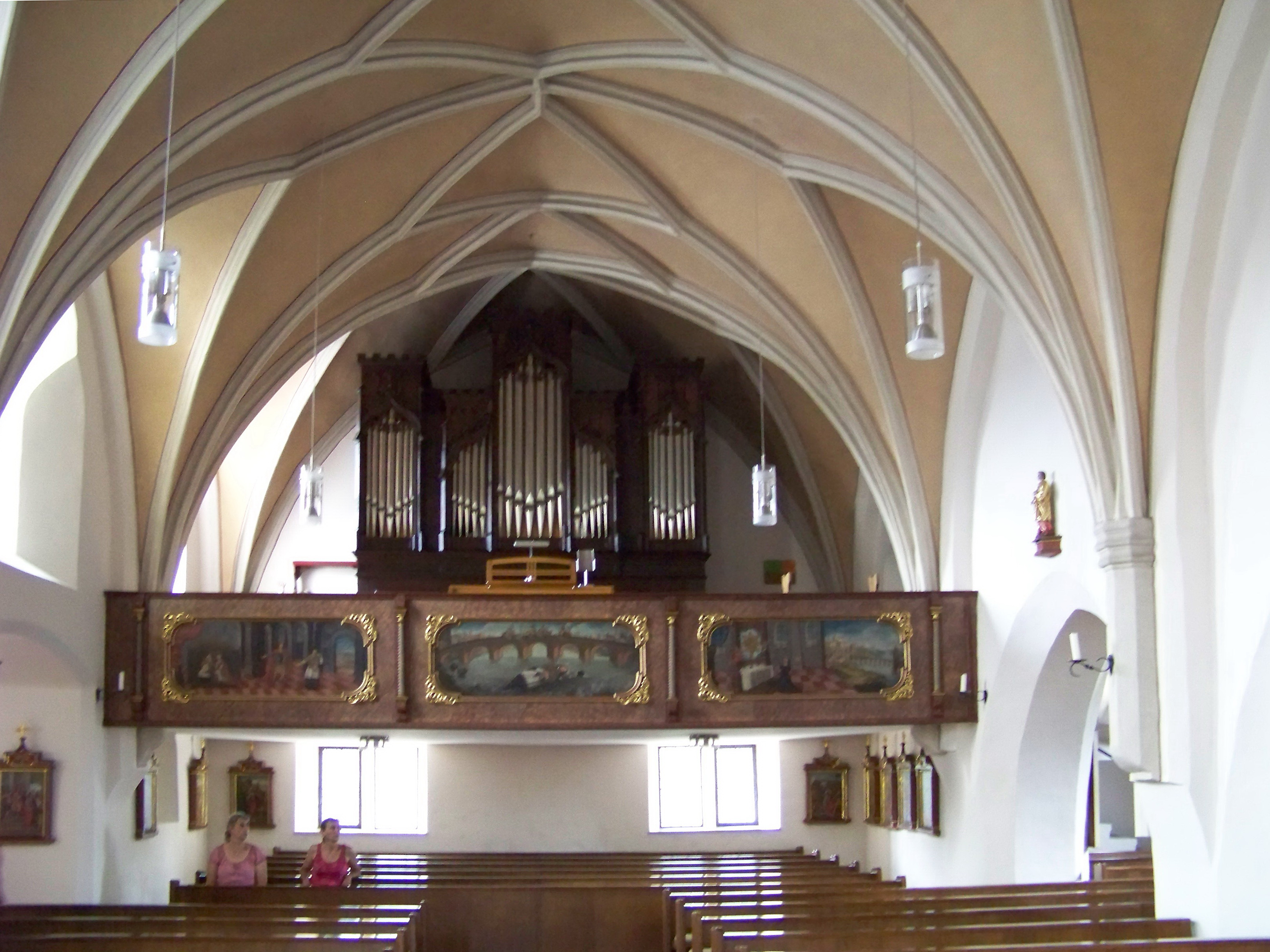
Innenansicht gegen Westen

### Außenbau
Die nach Osten ausgerichtete Saalkirche mit angebauten Seitenschiffen besitzt einen eingezogenen, zweijochigen Chor mit Dreiachtelschluss und spitzbogigen Maßwerkfenstern. Das Mittelschiff ist dreijochig und wird – neben zwei rückwärtigen Fenstern – durch einen Obergaden über dem Pultdach des südlichen Seitenschiffes beleuchtet. Letzteres wurde dem spätgotischen Bau erst Jahrhunderte später hinzufügt. Es weist lediglich kleine, quadratische Fensteröffnungen auf. Im zweiten Joch von Westen ist das  Hauptportal angeordnet. Das nördliche Seitenschiff ist ungleich höher und mit dem Mittelschiff unter einem gemeinsamen Satteldach vereinigt. Der Dachfirst liegt daher außerhalb der Mittelachse des Presbyteriums. Während das Langhaus bis auf Lisenen rund um die spitzbogigen Fensteröffnungen weitgehend ungegliedert ist, weist der Chor eine aufwändige Gliederung durch abgesetzte Strebepfeiler und einen ungewöhnlich breiten Dachfries auf.
Der freistehende Turm, ein sogenannter Campanile, stammt wohl noch vom Vorgängerbau der heutigen Kirche. Er wurde wohl im 12. Jahrhundert über quadratischem Grundriss erbaut und weist einen romanischen Baustil auf. Bis auf einige schmale Lichtschlitze ist er äußerlich ungegliedert. Auf der Ostseite befindet sich eine rundbogige Türöffnung, die den Zugang ermöglicht. In großer Höhe befinden sich zu allen Seiten hin Turmuhren und rundbogige Schallöffnungen. Den oberen Abschluss bildet ein einfaches Satteldach, dessen Giebel zur Nord- und Südseite hin mit einem Rundbogenfries verziert sind.

### Innenraum
Im Inneren sind Langhaus und Chor von einem spätgotischen Netzrippengewölbe ohne Gurtbögen überspannt, das aus Konsolen auf flachen Wandvorlagen entspringt. Die Scheidbögen zum Nordschiff sind spitzbogig, zum Südschiff als flache Segmentbögen ausgeführt. Der Chorbogen ist ebenfalls spitzbogig. Im westlichen Joch des Mittelschiffs ist eine stützenlose Orgelempore eingezogen. Die gerade Brüstung enthält drei Bildfelder, die durch zierliche gewundene Säulchen getrennt sind.

## Ausstattung

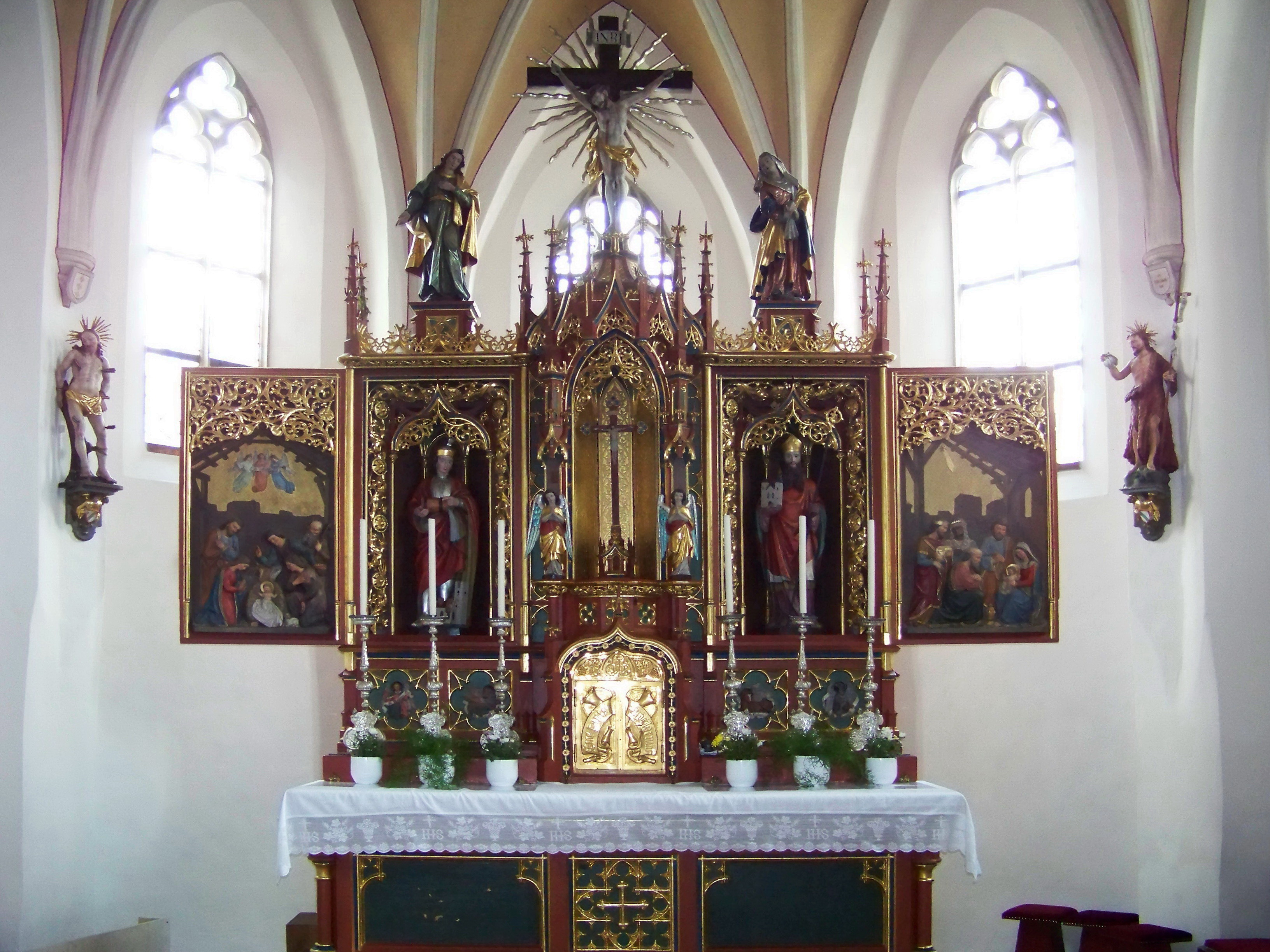
Spätgotischer Flügelaltar

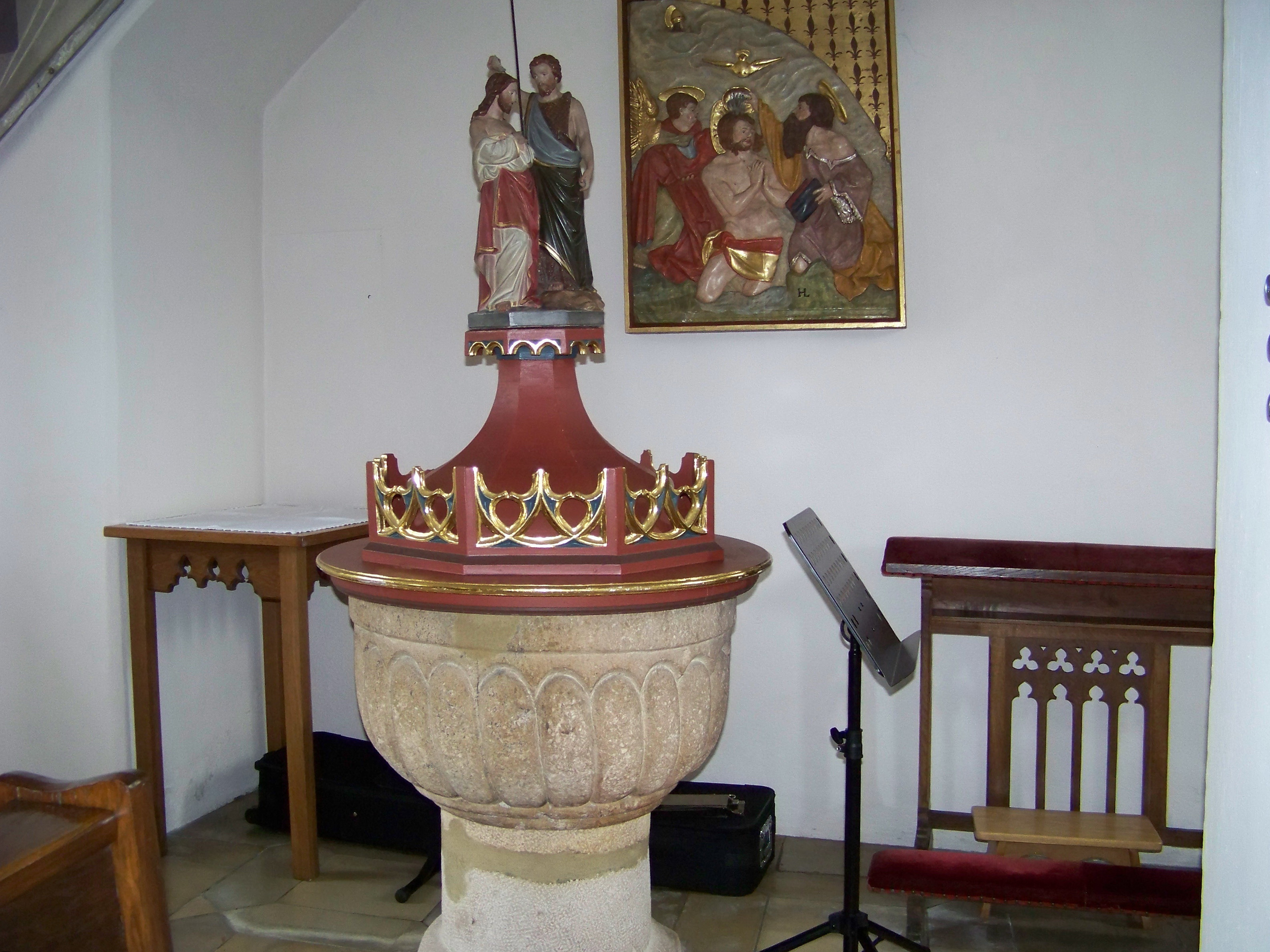
Spätromanischer Taufstein

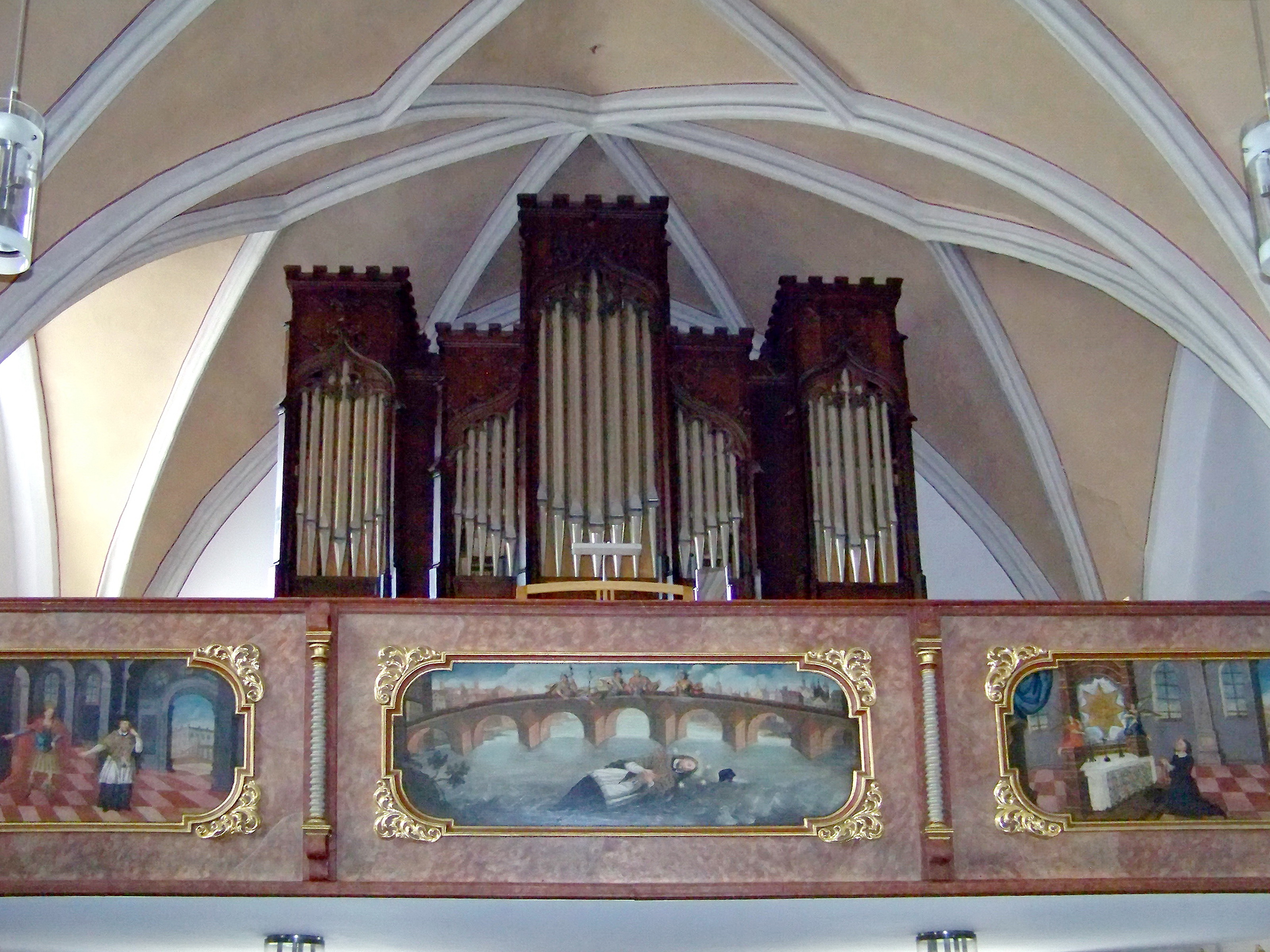
Empore mit Darstellung des Brückenheiligen Florian von Lorch und Prospekt der Weise-Orgel von 1991

### Hochaltar
Im Presbyterium befindet sich der Hochaltar, ein neugotischer Flügelaltar aus dem 19. Jahrhundert. Dieser zeigt im mittleren Schrein Figuren der Kirchenpatrone Florian von Lorch (links; Gedenktag: 4. Mai) und Wolfgang von Regensburg (rechts). Zwischen den beiden Figurennischen befindet sich der Tabernakel mit vergoldeten Türen, darüber eine Aussetzungsnische mit Kruzifix. Im Gesprenge ist eine Kreuzigungsgruppe zu sehen; im Gegensatz zu den übrigen neugotischen Figuren ist die Marienfigur im Rokokostil gehalten. Auf den Innenseiten der beiden Flügel sind Darstellungen der Geburt Christi (links) und der Anbetung durch die Heiligen Drei Könige (rechts) zu sehen.

### Taufstein
Der spätromanische Taufstein aus dem 12. oder 13. Jahrhundert ist das älteste Ausstattungsstück der Kirche. Es handelt sich dabei um einen grob behauenen Granitstein mit quadratischem Fuß und rundem Sockel. Der Kelch ist zu einem runden Muschelbecken geformt. Der Taufstein besitzt einen neugotischen Deckel mit einer figürlichen Darstellung der Taufe Jesu.

### Orgel
Um 1960 erhielt die Pfarrkirche eine neue Orgel von Julius Zwirner aus München. Das pneumatische Kegelladeninstrument umfasste 14 Register auf zwei Manualen und Pedal. Es besaß einen freistehenden Spieltisch und einen Freipfeifenprospekt. Aufgrund systembedingter Mängel musste die Orgel nach rund 30 Jahren stillgelegt werden. Im Jahr 1991 erhielt die Pfarrkirche eine neue Orgel, die von Reinhard Weise aus Plattling geschaffen wurde. Das vollmechanische Schleifladeninstrument ist in einem fünfteiligen Prospekt untergebracht. Es umfasst 17 Register auf zwei Manualen und Pedal sowie ein Koppelmanual.
| I Koppelmanual |

| II Hauptwerk |               |       |
| 1.           | Principal     | 8′    |
| 2.           | Gedecktflöte  | 8′    |
| 3.           | Weidenpfeife  | 8′    |
| 4.           | Octave        | 4′    |
| 5.           | Koppelflöte   | 4′    |
| 6.           | Blockflöte    | 2′    |
| 7.           | Mixtur III–IV | 1 ⁄3′ |

| III Schwellwerk |                |       |
| 8.              | Rohrgedackt    | 8′    |
| 9.              | Holzflöte      | 4′    |
| 10.             | Principal      | 2′    |
| 11.             | Larigot        | 1 ⁄3′ |
| 12.             | Scharff II     | 1′    |
| 13.             | Schallmey-Oboe | 8′    |
|                 | Tremulant      |       |

| Pedal |            |     |
| 14.   | Subbaß     | 16′ |
| 15.   | Octavbaß   | 8′  |
| 16.   | Gedecktbaß | 8′  |
| 17.   | Choralbaß  | 4′  |

- Koppeln: II/P, III/P
- Spielhilfe: Pleno

| I Hauptwerk C–g3 |            |       |
| 1.               | Principal  | 8′    |
| 2.               | Flöte      | 8′    |
| 3.               | Octav      | 4′    |
| 4.               | Blockflöte | 2′    |
| 5.               | Mixtur     | 1 ⁄3′ |

| II Schwellwerk C–g3 |                 |       |
| 6.                  | Gedeckt         | 8′    |
| 7.                  | Salicional      | 8′    |
| 8.                  | Aeoline         | 8′    |
| 9.                  | Geigenprincipal | 4′    |
| 10.                 | Quinte          | 2 ⁄3′ |
| 11.                 | Octav           | 2′    |

| Pedal C–f1 |          |     |
| 12.        | Subbaß   | 16′ |
| 13.        | Zartbaß  | 16′ |
| 14.        | Octavbaß | 8′  |

- Koppeln: II/I, II/P, I/P, Super II, Super II/I